# Weinbau im Libanon

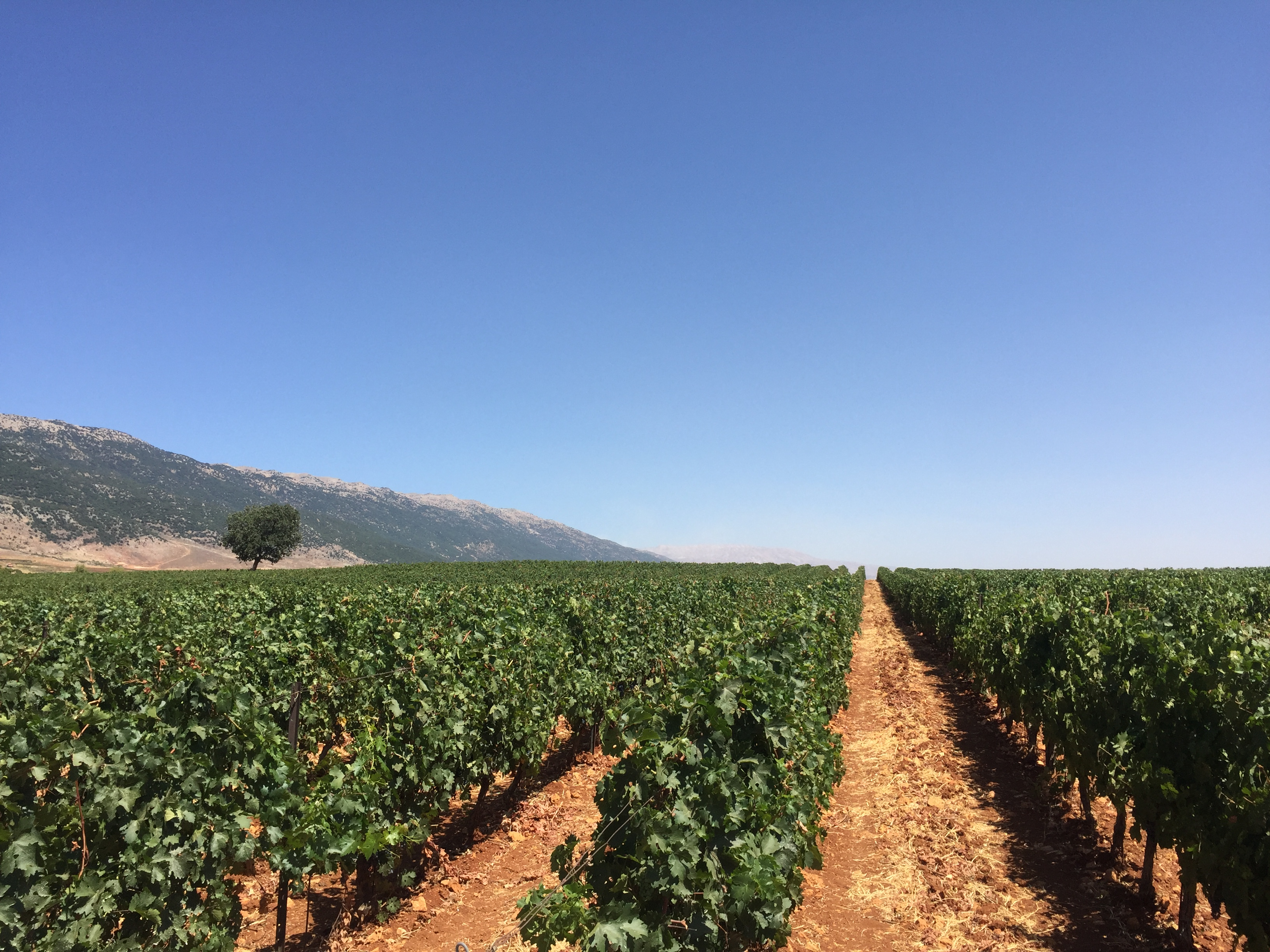
Weinreben in der Bekaa-Ebene

Das Gebiet des Libanon gehört zu den ältesten Wein kultivierenden Regionen der Erde. In der Bekaa-Ebene und weiteren Teilen des Landes wurden im Jahr 2017 auf 9.130 ha Anbaufläche 97.000 hl produziert.

## Geschichte
Seit dem 3. Jahrtausend v. Chr. ist der Weinbau im Libanon belegt, vermutlich brachten ihn die Phönizier ins Land. Mit libanesischem Wein wurde in der Antike und im frühen Mittelalter in ganz Südeuropa gehandelt. Mit der Ausbreitung der Araber und des Islam ging der Anbau zurück, dem relativ hohen Anteil an Christen ist es zu verdanken, dass er auf einem gewissen Niveau erhalten blieb. So bauten die christlichen Klöster weiter Wein für den Messbedarf an. Der moderne Weinbau begann im Jahr 1857 durch Jesuitenmönche in Ksara, einem Vorort von Zahlé. Sie legten auch ausgedehnte Weinkeller an, in denen noch Weine von 1918 lagern und die heute ein Touristenziel sind. Die Nachfrage nach Wein im Land stieg im 20. Jahrhundert stetig.
Der Libanesische Bürgerkrieg brachte die Weinproduktion zwischen 1975 und 1990 beinahe zum Erliegen, seit dessen Ende hat sich der Weinanbau jedoch wieder erholt, die Weinberge wurden nach modernen Grundsätzen wieder rekultiviert und erzeugen eine international anerkannte Qualität.

## Produktion
Drei Weingüter zeichnen sich heute durch die Produktion von Spitzenweinen aus, die auf internationalen Wettbewerben ausgezeichnet werden: Château Musar, das auch während des Bürgerkriegs fast durchgehend produzieren konnte und die Güter Château Ksara, und Château Kefraya.
Es werden jährlich etwa acht bis achteinhalb Millionen Flaschen produziert, von denen 50 % exportiert werden. Die größten Abnehmerländer sind das Vereinigte Königreich (47 %), die USA (20 %) und Frankreich (15 %). Der Wert der Ausfuhren betrug im Jahr 2018 20,3 Millionen US-Dollar.
Die Domaine Château Kefraya hat beispielsweise im Jahr 1996 Wein für ca. 3 Mio. US$ exportiert, das Unternehmen hat eine Jahresproduktion von 1,5 Mio. Flaschen, von denen ca. 40 % in den Export gehen.
Durch den Einfluss Frankreichs während des französischen Mandats 1920–1943 werden heute 16–17 vorwiegend französische Rebsorten angebaut. Unter den Rotweinsorten Cinsaut, Carignan, Mourvèdre, Grenache und Merlot, ferner Cabernet Sauvignon und Syrah. Die häufigsten Weißweinsorten sind Sauvignon Blanc, Ugni Blanc, Sémillon, Clairette Blanche und Chardonnay. Zu den zahlreichen lokalen Rebsorten gehören Obeidi, Merweh und Meroué.
An der Produktion sind knapp fünfzig Unternehmen beteiligt, wovon zwei Dutzend in der Weinbauvereinigung Union Vinicole du Liban (UVL) zusammengeschlossen sind. Diese wurde 1997 gegründet und soll die harmonische Entwicklung des Weinbaus durch entsprechende interprofessionelle Strukturen fördern. Der Libanon ist seit 1996 Mitglied der IOV.
Seit 1893 wird im Libanon auch eine Spirituose namens Arak destilliert, ein Tresterbrand, der hier der Tradition folgend mit Anis aromatisiert wird. Danach wird die Mischung noch 1–2-mal gebrannt, um das Aroma zu konzentrieren. Etwa 70 % der Produktion werden exportiert.

## Zitat
Kerak Nöe, 20. Mai 1875. Der Weinbau im Libanon. Ich schreibe diese Mittheilung mitten im Weinland des Libanon, in Erinnerung an den kommenden Urbanstag, ich schreibe diese Worte im Zelt, das neben den Weingärten von Kerak Nöe aufgeschlagen ist, unfern vom Grabe Noahs, der hier wie bei uns der Vater des Weinbaus heisst. (…) Seit ich aber den Wein von Sachlé, Kerak und dem Bekáa (das Tiefland zwischen Libanon und Antilibanon) gekostet, ist mir begreiflich, warum Vater Noah von der frommen Sage gerade hierher verlegt wird. In dieser Gegend ist wohl die Wiege des Weinbaues, die Heimath des Weinstocks zu suchen, der wild an den Waldbäumen, mit Vorliebe den Eichen, hinaufklettert, so dass man aus der Ferne nicht recht weiss, was für einen Baum man vor sich hat, der die Gestalt eines Eichbaumes hat, aber die Blätter des Weinstocks trägt. (…) Man glaube ja nicht, dass der Weinbau im Libanon so roh betrieben werde, als z. B. es in Jaffa der Fall ist oder selbst in Italien. Vielmehr wird mit großer Sorgfalt überall gebaut und sicherlich beruht auch die Erziehung des Stockes auf Jahrtausende alter Erfahrung.
Oscar Fraas (1824–1897): Drei Monate am Libanon S. 26